# Nyvky (stanice metra v Kyjevě)
Nyvky (ukrajinsky Нивки) je stanice kyjevského metra na Svjatošynsko-Brovarské lince.

## Charakteristika
Stanice je trojlodní, kdy úzké pilíře jsou obloženy keramickými dlaždicemi. Obklad kolejových zdí je z dlaždic.
Stanice má dva vestibuly, první vestibul má východ ústící na prospekt Peremohy a druhý vestibul ústí do podchodu pod ulici Danyla Ščerbakivskoho.
Vestibul je s nástupištěm propojen eskalátory.